# Pigeons
Pigeons — второй студийный альбом американской инди-рок-группы Here We Go Magic, выпущенный Secretly Canadian 8 июня 2010 года.

## Отзывы
| Совокупная оценка | Совокупная оценка |
| Источник          | Оценка            |
| ----------------- | ----------------- |
| Metacritic        | 70/100            |
| Оценки критиков   |                   |
| Источник          | Оценка            |
| AllMusic          | [ 1 ]             |
| NME               | [ 3 ]             |
| Pitchfork Media   | 7.5/10            |
| Slant             | [ 5 ]             |

Альбом получил положительные отзывы музыкальных критиков и интернет-изданий. На сайте Metacritic, который присваивает средневзвешенную оценку из 100 баллов рецензиям основных изданий, этот релиз получил средний балл 70, основанный на нескольких рецензиях.
О втором альбоме группы Here We Go Magic издание Pitchfork написало: «Люк Темпл выводит свой проект Here We Go Magic на автобан и открывает дроссель». Би-би-си написало: «Пересмотрите списки лучшей музыки 2010 года, потому что Pigeons, второй альбом HWGM, окажется где-то на вершине». The San Diego City Beat назвал альбом: «Разнообразная пластинка, полная стремительных риффов, многослойного вокала, электронных шумов, эмбиентных звуков и ровного затишья в исполнении Люка Темпла».

## Список композиций
| №   | Название                        | Длительность |
| --- | ------------------------------- | ------------ |
| 1.  | «Hibernation»                   | 3:38         |
| 2.  | «Collector»                     | 5:07         |
| 3.  | «Casual»                        | 5:13         |
| 4.  | «Surprise»                      | 5:50         |
| 5.  | «Bottom Feeder»                 | 3:51         |
| 6.  | «Moon»                          | 4:20         |
| 7.  | «Old World United»              | 3:55         |
| 8.  | «F.F.A.P.»                      | 4:21         |
| 9.  | «Land of Feeling»               | 4:58         |
| 10. | «Vegetable or Native»           | 3:41         |
| 11. | «Herbie I Love You, Now I Know» | 2:49         |